# Корепрессор
Корепрессор  — вещество, которое ингибирует экспрессию генов. Для прокариот корепрессорами являются низкомолекулярные вещества или малые молекулы, тогда как в эукариотах, корепрессорами являются белки. Корепрессоры непосредственно не связывают ДНК, но вместо этого косвенно регулируют экспрессию гена путём связывания с репрессорами и усиливают или модулируют их действие.
Корепрессор подавляет (репрессирует) экспрессию генов путём связывания с  репрессором, который по сути своей является фактором транскрипции. Репрессор, в свою очередь связывает промотор соответствующего гена и блокирует транскрипцию данного гена.

## Функции

### Прокариоты
Для прокариот, термин корепрессор используют для обозначения низкомолекулярного лиганда, который активирует белок-репрессор. Например, триптофановый репрессор (TRpr) кишечной палочки способен связываться с ДНК и подавлять транскрипцию триптофанового оперона только тогда, когда с ним связан его корепрессор — триптофан. Белок-репрессор, не связанный с корепрессором называется апорепрессором и неспособен подавлять активность генов. Оперон Trp кодирует ферменты, ответственные за синтез триптофана, а белок TRpr обеспечивает отрицательную обратную связь, которая помогает регулировать уровень биосинтеза этой аминокислоты.
Проще говоря, триптофан действует как регуляторная молекула, подавляя собственный биосинтез.

### Эукариоты
Применительно к эукариотам термин корепрессор используется для обозначения белка, который связывается с факторами транскрипции. В отсутствие корепрессоров и в присутствии коактиваторов, факторы транскрипции активируют экспрессию гена. Коактиваторы и корепрессоры конкурирут за места связывания на молекулах транскрипционных факторов. Ещё один механизм, с помощью которого корепрессор может подавить инициацию транскрипции — связывание с фактором транскрипции/ДНК комплексом путём присоединения к себе гистондезацетилазы, которая катализируют удаление ацетильных групп с лизиновых остатков. Это увеличивает положительный заряд  гистонов, который усиливает электростатическое притяжение между положительно заряженными гистонами и отрицательно заряженной ДНК, что делает ДНК менее доступными для транскрипции.
В настоящий момент, по разным подсчётам, организме человека обнаружена от нескольких десятков до нескольких сотен корепрессоров, однако, эта цифра сильно зависит от уровня доверия к исследованию, которое характеризует белок в как корепрессор.